# Les Quatre Vipères
Les Quatre Vipères est un roman policier français de Pierre Véry publié en 1934.

## Résumé
Claude Beaumont, inventeur de slogans pour une compagnie d'assurances, caresse de nombreux projets farfelus : découvrir un trésor en Afrique, trouver la formule pour devenir invisible...
Un jour, invité à monter dans une voiture par une belle et mystérieuse femme en rouge, il est conduit dans une maison, sise à Esbly, où est séquestrée une vieille dame. Mais, ce n'est pas lui qu'on devait amener sur les lieux ; il y a eu erreur sur la personne. On l'assomme. Quand il reprend conscience, il découvre une vipère de cristal au parfum singulier. 
Plus tard, une deuxième vipère est trouvée dans un villa de Viroflay après un cambriolage ; puis, une troisième, rue du Bac, à Paris, dans le cabinet hermétiquement clos du directeur du journal Le Crépuscule où des documents ont été subtilisés. Enfin, un meurtre est commis rue Borromée, et une quatrième vipère a été déposée près de la victime. Sans nul doute, un lien existe entre ces quatre vipères. Reste à le découvrir. 

## Éditions
- Police Sélection no 2, 1934
- Librairie des Champs-Élysées, « Le Masque » no 303, 1940 ; réédition dans la même collection au no 2181, 1994  (ISBN 2-7024-2476-7)
- Fayard, 1948
- Éditions Julliard, coll. « P.J. bis », 1970
- Éditions du Rocher, coll. « Les Maîtres de la littérature policière », 1986 ; réédition en 1999
- Librairie des Champs-Élysées, « Intégrales », dans Pierre Véry, vol. 2, 1994

## Source
- Jean Tulard, Dictionnaire du roman policier : 1841-2005. Auteurs, personnages, œuvres, thèmes, collections, éditeurs, Paris, Fayard, 2005, 768 p. (ISBN 978-2-915793-51-2, OCLC 62533410), p. 599.